# S. Scott Bullock
Stuart Scott Bullock (Santa Mônica, 7 de maio de 1956) é um ator estadunidense.